# فيلانويفا دي لا كانادا
فيلانويفا دي لا كانادا (بالإنجليزية: Villanueva de la Cañada)‏ هي بلدية ومدينة في منطقة الحكم الذاتي وتقع في منطقة مدريد في وسط إسبانيا. تبلغ مساحة هذه المدينة 34.92 (كم²)، ويبلغ عدد سكانها 18425 نسمة حسب إحصاء سنة 2012 م.

## توأمة
لفيلانويفا دي لا كانادا اتفاقيات توأمة مع كل من:
- Le Vésinet [الإنجليزية]‏
- مادبا
- Metepec, State of Mexico [الإنجليزية]‏

## وصلات خارجية
- http://www.ayto-villacanada.es/